# Хинтон, Алджия Мэй
Алджия Мэй Хинтон (англ. Algia Mae Hinton в девичестве Алджия Мэй О'Нил; 29 августа 1929, округ Джонстон, Северная Каролина, США  — 8 февраля 2018, Мидлсекс, Северная Каролина, США) — американская блюзовая гитаристка и певица, автор песен. Номинант Blues Music Awards в номинации «Исполнительница традиционного блюза» (2000) .

## Биография
Алджия Мэй О'Нил родилась младшим ребенком Александра и Олли О'Нил в 1929 году неподалёку от Селмы в округе Джонстон. Выросла в районе известном как О'Нил Три-Тауншип. Её отец был фермером-арендатором,  владельцем дома дом и небольшого участка земли. В возрасте девяти лет Алджия Мэй научилась играть на гитаре и банджо у своей матери , которая была певицей и гитаристкой, а также играла на фортепиано и губной гармонике, и была специалистом в пидмонтском фингерстайле игры на гитаре. Она часто играла на семейных собраниях, домашних вечеринках и службах в местной общине. От своего отца, который был танцором, Элджия Мэй научилась клоггингу и тустепу.
В 1950 году Алджия Мэй вышла замуж за Милларда Р. Хинтона. Впоследствии они переехали в Роли, где у них родилось семеро детей, и муж запрещал ей играть на гитаре. Брак продлился до 1965 года, до тех пор, пока Миллард Хинтон покинул дом и был убит в Нью-Йорке . Ппосле этого Элджиа Мэй вернулась обратно в тауншип О'Нил, и зарабатывала на жизнь, работая в поле. В то же время она играла на домашних вечеринках в округе Джонстон, Северная Каролина, и для своих детей. Хинтон познакомилась с фольклористом Гленном Хинсоном в 1978 году, который организовал её выступление на фолк-фестивале Северной Каролины в том же году. Её выступление вошло в сборник, выпущенный в 1979 году. Впоследствии она выступала на Национальном фольклорном фестивале, фестивале фолка Чикагского университета, и в 1985 году на мероприятии под названием «Southern Roots» в Карнеги-холле, где выступали блюзовые исполнители из Дельты Миссисипи и Пидмонта. В 1985 году вышел её EP, содержащий пять песен. Об этом EP писали: «Мы слышим потрясающую двенадцатиструнную гитаристку, исполняющую чистейший пидмонтский блюз, в сочетании с глубоким голосом, полным эмоций» .
Она стала известна своей игрой на гитаре и своими танцами, часто играя на гитаре за головой во время танца. В 1983 году она продемонстрировала эти умения в фильме «Talking Feet; Solo Southern Dance — Flatfoot, Buck and Tap», вышедшим в 1992 году. В 1992 же году Хинтон получила премию North Carolina Folk Heritage Award от Совета по делам искусств Северной Каролины.
При поддержке Music Maker Foundation в 1996 певица выпустила свой единственный альбом Honey Babe; Blues, Folk Tunes and Gospel from North Carolina (в 1999 году переиздан). В 1998 году она совершила свою единственную поездку в Европу, выступая в рамках серии Blues Al Femminile в Турине. В 2000 году Алджия Мэй Хинтон претендовала на Blues Music Awards как лучшая женщина-исполнительница традиционного блюза.
В 2012 году вышел альбом Gran'mas I've Never Had, на одной стороне которой была запись песен Пришес Брайант, на второй — Алджии Мэй Хинтон. Гостем альбома выступил Тадж Махал.
В 2011 году неудачно упала, и с этого времени была вынуждена использовать коляску. Алджия Мэй Хинтон умерла 8 февраля 2018 года у себя дома в Мидлсексе, Северная Каролина. 
«У Элджии Мэй Хинтон были руки фермера, обветренные, морщинистые, руки, которые собрали миллион огурцов. Они также собрали самые отборные пидмонтские блюзы, которые вы когда-либо слышали» .

## Дискография
- Eight Hands and Holy Steps; Early Dance Tunes and Songs Of Praise from North Carolina's Black Tradition: (North Carolina Museum of History, 1979), сборник
- Piedmont Folk Traditions: (Audio Arts 009, 1985), 7" EP.
- Honey Babe; Blues, Folk Tunes and Gospel from North Carolina: (Hin-Tone 82929, 1996), CD.
- Honey Babe: (Music Maker Series 91005–2, 1999), CD.